# Segunda División Peruana 1988
La Segunda División Peruana 1988 fue jugado por 22 equipos. Tuvo como participantes a 14 elencos del Departamento de Lima, 6 de la Provincia Constitucional del Callao y 2 del Departamento de Ica. Los equipos de dividieron en 2 grupos, accediendo a la Liguilla Final 3 de cada grupo.
Defensor Lima logró el título del torneo obteniendo el ascenso al Campeonato Descentralizado 1989.

## Ascensos y descensos 1987
| Posición     | al Descentralizado 1988 (vía Intermedia 1987) |
| ------------ | --------------------------------------------- |
| 1º Interm. A | Deportivo A.E.L.U.                            |
| 1º Interm. B | Guardia Republicana                           |

| Posición | del Descentralizado 1987 (vía Intermedia 1987) |
| -------- | ---------------------------------------------- |
| 10°      | Sport Boys                                     |
| 11°      | Juventud La Palma                              |

| Posición | de la Copa Perú 1987 (Región IX) |
| -------- | -------------------------------- |
| 1°       | Defensor Rímac                   |
| 2°       | Real Olímpico                    |

| Posición     | de la Copa Perú 1987 (Liga Mayor) |
| ------------ | --------------------------------- |
| Serie "A" 1° | Lau Chun                          |
| Serie "B" 1° | Defensor Kiwi                     |

| Posición | de la Copa Perú 1987 (Región IV) (vía Intermedia 1987) |
| -------- | ------------------------------------------------------ |
| 1°       | Hijos de Yurimaguas                                    |
| 2°       | Once Estrellas                                         |

| Posición   | Intermedia a Copa Perú 1988 |
| ---------- | --------------------------- |
| Ult. Norte | Circolo Sportivo Paramonga  |
| Ult. Sur   | Santos FC de Chincha        |

## Equipos participantes
| Club                    | Ciudad     | Estadio                    | Entrenador             |
| ----------------------- | ---------- | -------------------------- | ---------------------- |
| Alcides Vigo            | Lima       |                            |                        |
| Atlético Chalaco        | Callao     | Telmo Carbajo              | Demetrio Medina        |
| Atlético Independiente  | Cañete     | Roberto Yáñez              |                        |
| Aurora Miraflores       | Lima       |                            |                        |
| Defensor Kiwi           | Lima       | Municipal de Chorrillos    |                        |
| Defensor Lima           | Lima       | Nacional                   | Roberto Chale          |
| Defensor Rímac          | Lima       | Tahuantinsuyo              |                        |
| Deportivo Aviación      | Pisco      | Teobaldo Pinillos Olaechea |                        |
| Deportivo Citen         | Callao     | Telmo Carbajo              | Alfredo Puccinelli     |
| Deportivo Enapu         | Callao     | Telmo Carbajo              | Pedro Maldonado        |
| Enrique Lau Chun        | Lima       | Municipal de Surquillo     |                        |
| Esther Grande de Bentín | Lima       | La Florida                 |                        |
| E.T.E.                  | Lima       | Campo deportivo E.T.E.     |                        |
| Grumete Medina          | Callao     | Telmo Carbajo              | Jorge Chávez Fernández |
| Hijos de Yurimaguas     | Ventanilla | Municipal de Ventanilla    | José del Castillo      |
| Juventud La Palma       | Huacho     | Segundo Aranda Torres      |                        |
| Juventud Progreso       | Barranca   | Municipal de Barranca      | Nato Campos            |
| Lawn Tennis             | Lima       | Lawn Tennis                |                        |
| Once Estrellas          | El Carmen  |                            |                        |
| Real Olímpico           | Lima       | GUE José Granda            |                        |
| Sport Boys              | Callao     | Telmo Carbajo              | Jaime Ramírez Banda    |
| Walter Ormeño           | Imperial   | Oscar Ramos Cabieses       |                        |

## Primera fase
Eran 22 equipos divididos en dos zonas:
| Zona Sur: - Defensor Lima a liguilla de promoción (1) - Aurora Miraflores a liguilla de promoción (2) - Defensor Kiwi a liguilla de promoción - Atlético Independiente - Walter Ormeño - Deportivo Enapu - Callao - Esther Grande de Bentín - Deportivo Aviación - Lawn Tennis - Grumete Medina a Copa Perú 1989 - Once Estrellas a Copa Perú 1989 | Zona Norte - Sport Boys a liguilla de promoción (1) - Juventud La Palma a liguilla de promoción (2) - Hijos de Yurimaguas - Ventanilla a liguilla de promoción - Real Olímpico - Enrique Lau Chun - Defensor Rímac - E.T.E. - Juventud Progreso - Deportivo C.I.T.E.N. - Alcides Vigo a Copa Perú 1989 - Atlético Chalaco a Copa Perú 1989 |

### Desempate
| 21 de diciembre de 1988 | Defensor Kiwi | 1-0 | Atlético Independiente |  |  |

## Liguilla Final[5]
| 1.º                                                                           | Defensor Lima *     | 10 | 7 | 1 | 2 | 22 | 8  | +2 | 17 |
| 2.º                                                                           | Juventud La Palma * | 10 | 8 | 0 | 2 | 14 | 5  | +1 | 17 |
| 3.º                                                                           | Sport Boys          | 10 | 6 | 2 | 2 | 16 | 5  | +2 | 16 |
| 4.º                                                                           | Hijos de Yurimaguas | 10 | 3 | 3 | 4 | 13 | 14 | +0 | 9  |
| 5.º                                                                           | Defensor Kiwi       | 10 | 1 | 2 | 7 | 6  | 23 | +0 | 4  |
| 6.º                                                                           | Aurora Miraflores   | 10 | 1 | 0 | 9 | 10 | 27 | +1 | 3  |
| * Entre Defensor Lima y Juventud La Palma desempatan el campeón y el ascenso. |                     |    |   |   |   |    |    |    |    |

### Desempate
| 1 de febrero de 1989 | Defensor Lima | 0-0 (4-3 pen) | Juventud La Palma | Nacional, Lima |  |

|                         |
| Campeón                 |
| Defensor Lima 2º título |